# Unirea Shopping Center

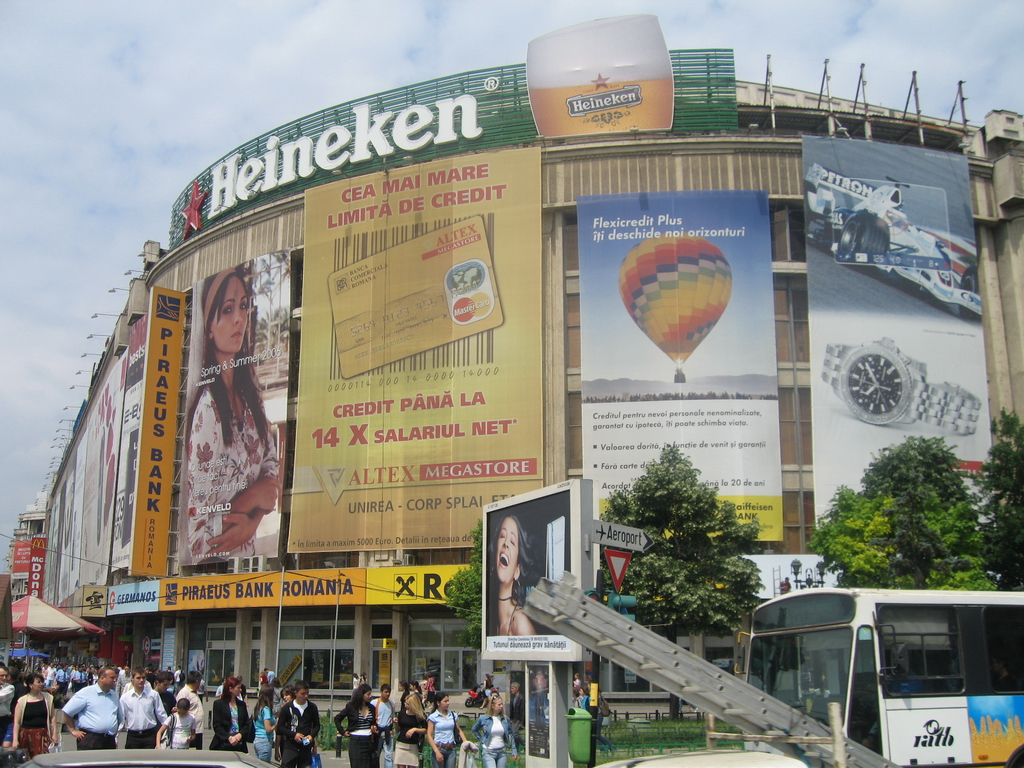
Unirea Shopping Center.

Unirea Shopping Center es un centro comercial ubicado en la Piaţa Unirii, una plaza en el centro de Bucarest, la capital de Rumanía. Fue abierto a comienzos de los años 1990, suponiendo un hito al ser el primer centro comercial moderno de la ciudad. Supuso, además, una ruptura con la dictadura del dirigente comunista Nicolae Ceauşescu de los años precedentes, pues fue construido en un edificio del expresidente.
En la actualidad, a lo largo de sus cuatro plantas el centro comercial alberga aproximadamente unas 250 tiendas de moda y ocio. Estas se distribuyen a lo largo de una superficie total de 83.971 m², entre los que se hallan también 1000 plazas de aparcamiento. La empresa gestora del enclave es Nova Trade.
- Datos: Q6273691
- Multimedia: Unirea Shopping Center / Q6273691